# Théâtre national serbe de Novi Sad

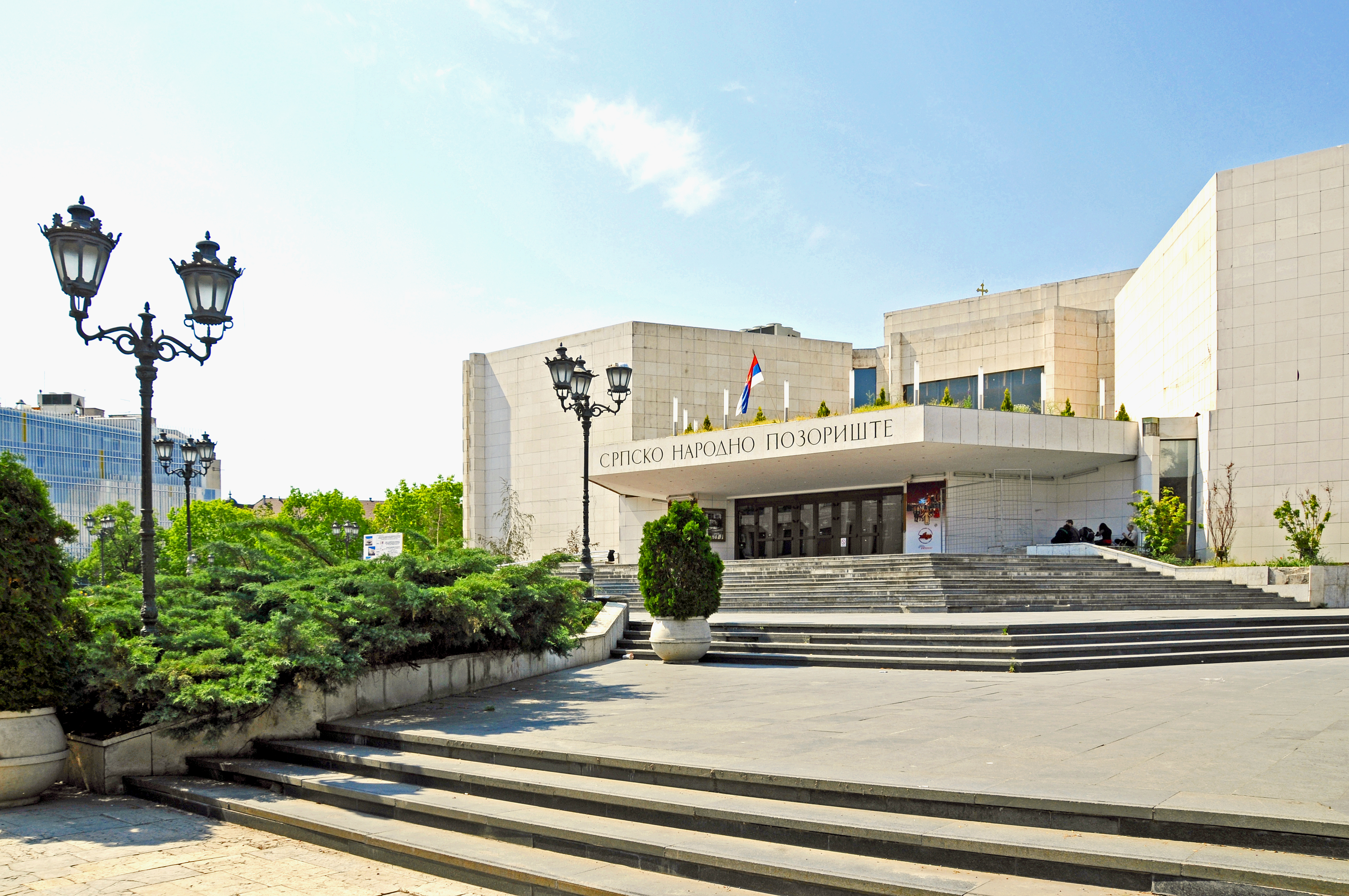
Le Théâtre national serbe à Novi Sad

Le Théâtre national serbe (en serbe : Српско народно позориште et Srpsko narodno pozorište) est le plus ancien théâtre professionnel de Serbie. Il est situé à Novi Sad, la deuxième ville la plus importante du pays. 
Le Théâtre national serbe a été fondé en 1861. Jovan Đorđević a été le premier directeur de la salle.
L'actuel bâtiment dans lequel est installé le théâtre a été construit en 1981.